# Iovianus római császár
Flavius Claudius Iovianus (Singidunum, 331 –  Dadastana, 364. február 17.), a római katonacsászárok egyike, uralkodott 363-tól 364-ig.

## Élete
Varronianus comes, II. Constantius római császár tisztjének fia volt. Atyja példáját követve lett tagja a császári testőrgárdának. Iulianus (Apostata) császár uralkodása alatt a légiók egyik fővezére volt a perzsák elleni hadjáratban.
A keresztény vallást elvető filozófus és katona, Iulianus császár perzsa hadjárat közben történt halála (363. június  27.) után a hadsereg még aznap értesítette Iulianus hívét Salutiust, a pogány praefectus praetoriót, hogy őt jelölik császárnak. Salutius azonban öreg korára hivatkozva nem vállalta. Másodszorra a fiatalabb, keresztény Iovianusra esett a választás és ő nem utasította vissza a tisztséget. Egyesek szerint atyja érdemeit is tekintetbe véve, más vélemény szerint iszákossága és erélytelensége miatt választották.
Katonai téren nem sok babért aratott, de elfogadta II. Sápúr perzsa (Szászánida) király szövetségi ajánlatát, és harmincéves békében állapodott meg vele. Lemondott Arméniáról, Niszibisz és Szingara városáról. Ezzel biztosította a birodalom keleti határát és megteremtette a lehetőségét annak, hogy az északi germán támadás ellen fordulhasson.
Uralkodása rövid volt, 364. február 17-én természetes halállal elhunyt.

## Vallási intézkedései
Ezzel Iulianus római császár pogány vallási restaurációja végérvényesen megszűnt. Iovianus keresztény volt, s mint ilyen hatalomra jutása után azonnal megszüntette a keresztény vallást háttérbe kényszerítő folyamatot, melyet elődje Iulianus folytatott. Az elődje által bezáratott antiochiai templomot újra megnyittatta. Atanázt és a többi száműzött keresztény püspököt visszahívta. Trónra lépése után visszavonta Iulianus keresztényeket korlátozó törvényeit, általános értékelés szerint mindenkinek vallási türelmet hirdetett. Azonban a régi vallás híveinek a nyilvános állatáldozatok bemutatását betiltotta, vagyis a vallási türelem a „pogányságra” nem vonatkozott.